# Cameros
Los Cameros es una comarca situada en el centro sur de La Rioja (España); se encuentran en la región de Rioja Media, en la zona sur. Su nombre se da tanto sin artículo (Cameros) como con artículo (Los Cameros). Siempre en plural al estar formados por El Camero Viejo y el Camero Nuevo (estas divisiones siempre en singular). También es denominada Sierra de Cameros o, en mucha menor medida, Tierra de Cameros.
Se localizan entre La Rioja y Soria (de esta provincia únicamente el municipio de Montenegro de Cameros). Está formada por las sierras del Camero Viejo y el Camero Nuevo. Los unen las carreteras que pasan por el alto de La Rasa y el collado de Sancho Leza.
Desde la conquista y anexión por parte de la monarquía castellana del territorio riojano, los Cameros siguieron siendo administrados en régimen de señorío, tal y como había sido creado por el Reino de Nájera-Pamplona. Reino éste al que, al igual que el resto de La Rioja, pertenecían previamente. 

## Etimología
El topónimo "Cameros" parece tener su origen en los primeros pobladores de la zona: los cántabros y los berones. El territorio que habitaban ambos grupos tomó el nombre de unos y otros, sintetizando la denominación "Camberos", que el tiempo y la evolución del lenguaje simplificó en el actual "Cameros".

## Municipios de la comarca
En la lista de los pueblos de Cameros, la mayoría llevan el apellido  de Cameros; otros en Cameros o no llevan apellido. La nomenclatura depende de si pertenecieron o no al Señorío de Cameros. Los que sí pertenecieron llevan el de.

### Camero Nuevo
| Municipio             | Población (2019) | Superficie | Pedanías y despoblados                                       |
| --------------------- | ---------------- | ---------- | ------------------------------------------------------------ |
| Almarza de Cameros    | 22               | 28,11      | Ribavellosa                                                  |
| El Rasillo de Cameros | 141              | 15,85      |                                                              |
| Gallinero de Cameros  | 25               | 11,17      |                                                              |
| Lumbreras de Cameros  | 163              | 142,91     | El Horcajo, El Hoyo, Pajares, San Andrés y Venta de Piqueras |
| Montenegro de Cameros | 70               | 55,32      |                                                              |
| Nestares              | 78               | 21,61      |                                                              |
| Nieva de Cameros      | 89               | 42,05      | Montemediano                                                 |
| Ortigosa de Cameros   | 264              | 33,02      | Peñaloscintos                                                |
| Pinillos              | 16               | 11,89      |                                                              |
| Pradillo              | 59               | 10,28      |                                                              |
| Torrecilla en Cameros | 482              | 15,82      |                                                              |
| Viguera               | 447              | 41,72      | Castañares de las Cuevas, El Puente y Panzares               |
| Villanueva de Cameros | 81               | 18,44      | Aldeanueva de Cameros                                        |
| Villoslada de Cameros | 343              | 94,71      |                                                              |

### Camero Viejo
| Municipio            | Población (2019) | Superficie | Pedanías y despoblados                                                                             |
| -------------------- | ---------------- | ---------- | -------------------------------------------------------------------------------------------------- |
| Ajamil de Cameros    | 66               | 66,15      | Larriba y Torremuña                                                                                |
| Cabezón de Cameros   | 18               | 12,01      | |
| Hornillos de Cameros | 17               | 11,90      | |
| Jalón de Cameros     | 21               | 8,43       | |
| Laguna de Cameros    | 104              | 41,60      | |
| Leza de Río Leza     | 42               | 11,12      | |
| Muro en Cameros      | 36               | 15,99      | |
| Rabanera             | 32               | 13,85      | |
| San Román de Cameros | 128              | 47,50      | Avellaneda, Montalvo en Cameros, Santa María en Cameros, Vadillos, Valdeosera y Velilla de Cameros |
| Soto en Cameros      | 89               | 49,05      | Luezas, Treguajantes y Trevijano                                                                   |
| Terroba              | 34               | 8,84       | |
| Torre en Cameros     | 10               | 11,64      | |

## Historia
Los primeros pobladores de los Cameros, en el Neolítico eran pastores trashumantes, que aprovechaban los pastos de la sierra en el verano y bajaban a las zonas del valle del Ebro o del Duero en el invierno. Hasta la Alta Edad Media no se empieza a forjar el territorio municipal que conocemos actualmente a través de los señoríos feudales y eclesiásticos. Inicialmente, los Cameros estuvieron vinculados a la tenencia de Cameros, que le fue encomendada en 1040 a Fortún Ochoa, primer tenente de Cameros, por el rey García Sánchez III de Pamplona, hasta que en 1110 Íñigo Jiménez se convierte en el primer señor de Cameros. Desde entonces hasta 1812, en que fueron abolidos los señoríos feudales por la Constitución Española, la comarca de Cameros estuvo bajo el Señorío de Cameros.
Los Cameros vivieron su esplendor económico y social a partir de la creación del concejo de la Mesta en 1273, que les permitía poseer grandes cabañas ganaderas de ovino, así como una serie de privilegios económicos, políticos y sociales, por los cuales podían transportar dichas cabañas a través de la Cañada Real Soriana Oriental hasta Ciudad Real o Andalucía. Con estas cabañas ovinas producían una lana fina de gran calidad que se usaba para todo tipo de paños. La Sierra de Cebollera alberga dos poblaciones de gran relevancia en la trashumancia camerana: Villoslada y Lumbreras. Entre ambas llegaron a albergar un altísimo número de cabezas de ganado que rondaba las 200 000 a finales del siglo XVII, lo que dotaba de gran importancia a la fábrica de paños de Villoslada.
En el siglo XVIII la Mesta fue considerada un obstáculo para el progreso del país por las nuevas políticas ilustradas, por lo que fue perdiendo paulatinamente poder político y económico, hasta que finalmente en 1836 desaparece el concejo de la Mesta. Este hecho provocó la  desaparición gradual de los rebaños trashumantes, el cierre de las fábricas de paños y la reducción de cabezas de ovino de los ganaderos que se mantuvieron hasta finales de siglo XX. 
Con la desaparición de la Mesta en el siglo XIX, el cierre de las fábricas y la reducción de los rebaños de ovino la comarca de Cameros entró en un proceso de declive constante tanto económico como demográfico, lo que dio lugar a un gran proceso de emigración que ha marcado sociológicamente a la comarca, y que se ha mantenido hasta mediados de siglo XX.

## Geografía
La comarca de Cameros comprende los márgenes de los valles Leza e Iregua, y se encuentra delimitada geográficamente por las sierras de Castejón, Camero Nuevo, Serradero y Moncalvillo al oeste, divisorias con el valle del Najerilla, y por las sierras del Camero Viejo y del Hayedo de Santiago al este, divisorias con los valles del Jubera y del Cidacos. En la cabecera de estos ríos, en su límite sur, se encuentra delimitada por las sierras de Cebollera y de Pineda, divisorias con las comarcas de Pinares, El valle y la vega Cintora, y Almarza en Soria.
En la comarca de Cameros se encuentran cumbres y picos como El Serradero (1.491 m s. n. m.), Muélago (1.469 m s. n. m.), San Cristóbal (1.761 m s. n. m.), Mojón Alto (1.768 m s. n. m.) y Berezales (1.786 m s. n. m.), en las sierras de Moncalvillo, Serradero, Cameros Nuevo y Castejón. El Alto de las tres cruces (1.899 m s. n. m.), Peña Negra (2.023 m s. n. m.), Cima Buey (2.034 m s. n. m.), Castillo de Vinuesa (2.088 m s. n. m.), Cebollera (2.142 m s. n. m.) y Terrazas (1.835 m s. n. m.) en la Sierra de Cebollera. La cumbre del Cabezo (1.931 m s. n. m.) en la sierra de Pineda, el Cerro Castillo (1.690 m s. n. m.) y Canto Hincado (1.760 m.s.n.m.) en la sierra del Hayedo de Santiago, y los montes Horquín (1.583 m s. n. m.) y Atalaya (1.316 m s. n. m.) en la sierra del Camero Viejo.
El Camero Viejo se ubica en los márgenes del río Leza, mientras que el Camero Nuevo se sitúa en el valle del río Iregua. Ambos ríos son afluentes del Ebro por la derecha y descienden desde la cordillera Ibérica por el sur del río.

## Economía
Desde la Edad Media y hasta el siglo XIX, el Camero tuvo una importante industria lanera, con rebaños de ovejas trashumantes.

## Cultura

### Canción popular de la trashumancia en Cameros
Ya se van los pastores
a la Extremadura,
ya se queda la sierra
triste y oscura.
Ya se van los pastores
ya se van marchando,
ya se queda la sierra
triste y callando.
Más de cuatro zagalas
quedan llorando.
Popular

De esta canción se han hecho numerosas versiones, tanto cantadas como instrumentales.La Dirección General de Cultura y Turismo del Gobierno de La Rioja edita junto a Juancho Ruiz el disco 'Últimas canciones con Teo' , homenaje al desaparecido Teo Echaure 2015
. Joaquín Rodrigo realizó una versión para guitarra y también existe una para flauta como ejercicio musical escolar.

## Demografía
Esta es una de las comarcas de La Rioja más castigadas por la despoblación producida en España durante el éxodo rural de los años 60 y posteriores, pero a diferencia de otras comarcas serranas como el Alto Najerilla o la comarca del Alhama-Linares, en los Cameros el declive demográfico ya se venía produciendo desde principios de siglo XX. Aunque desde los años 90 se ha conseguido estabilizar la población en la comarca, durante las décadas de los 60 y 70 se perdió más de la mitad de la población de la misma, pasando de los 7.860 habitantes de principios de 1960 a los 3.432 que quedaban a principios de 1980, en una población que ya venía mermada desde principios de siglo.
Actualmente la mayor parte de los municipios de la comarca se encuentran por debajo de los 100 habitantes, por lo que la situación demográfica es muy crítica.
| Gráfica de evolución demográfica de Los Cameros entre 1900 y 2021                                                                                         |
| |
| Población de derecho (1900-1991) o población residente (2001) según los censos de población del INE. Población según el padrón municipal de 2021 del INE. |